# Фторид иттербия(II)
Фторид иттербия(II) — бинарное неорганическое соединение, 
соль металла иттербия и плавиковой кислоты с формулой YbF2, 
серые кристаллы, 
не растворяется воде.

## Получение
- Реакция фторида иттербия(III) и иттербия в вакууме:

{\displaystyle {\mathsf {2YbF_{3}+Yb\ {\xrightarrow {1500^{o}C}}\ 3YbF_{2}}}}

## Физические свойства
Фторид иттербия(II) образует серые кристаллы.
Не растворяется воде.